# Niederer Tauern
De Niederer Tauern (ook wel Mallnitzer Tauern of Nassfelder Tauern) is een relatief hoge bergpas in de Hoge Tauern, in de Oostenrijkse Centrale Alpen. Onder pas loopt de Tauernspoortunnel. De gemiddelde hoogte van het gebergte daalt van west naar oost. Ten westen van de Niederer Tauern ligt de 2575 meter hoge geasfalteerde Großglocknerpas. Wat verder naar het oosten ligt de 2252 meter hoge Arlscharte.